# Terra e Liberdade (Rússia)

Símbolo do movimento Terra e Liberdade.

Terra e Liberdade (em russo, Земля и воля, translit. Zemlya i volya) foi uma organização clandestina russa criada pelos Narodniks (revolucionários de classe média ou média-alta) na tentativa de difundir o socialismo em áreas rurais do país, na década de 1870. 
Não deve ser confundido com o movimento criado em 1862, "Terra e Liberdade", que defendia a independência da Polônia e do qual Alexandr Herzen foi um fundadores. è o mesmo que revolução de 1905, no séc. XIX.
1. ↑  Pipes, Richard (setembro de 1964). «Narodnichestvo: A Semantic Inquiry». Slavic Review (em inglês) (3): 441–458. ISSN 0037-6779. doi:10.2307/2492683. Consultado em 22 de outubro de 2024